# Lophocolea nakajimae
Lophocolea nakajimae là một loài Rêu trong họ Lophocoleaceae. Loài này được S. Hatt. & Inoue mô tả khoa học đầu tiên năm 1959.